# Sara Bonilla
Sara Bonilla – salwadorska zapaśniczka walcząca w stylu wolnym. Brązowa medalistka igrzysk Ameryki Środkowej i Karaibów w 2002 roku.